# Chickenfoot
A Chickenfoot a Van Halen énekesének, Sammy Hagarnek az együttese. A zenekart a Van Halen, Montrose, Red Hot Chili Peppers zenekarok tagjai alkotják. Hard rockot, blues-rockot és heavy metalt játszanak. 2008-ban alakultak meg a mexikói Cabo San Lucas-ban.

## Tagok
- Michael Anthony (Van Halen) – basszusgitár, háttér-éneklés
- Sammy Hagar (Van Halen, Montrose) – éneklés, ritmusgitár
- Joe Satriani – gitár, billentyűk, háttér-éneklés
- Chad Smith (Red Hot Chili Peppers) – dobok, ütőhangszerek, háttér-éneklés

## Diszkográfia
Stúdióalbumok
- Chickenfoot (2009)
- Chickenfoot III (2011)

Egyéb kiadványok
- LV (koncertalbum, 2012)
- I+III+LV (box set, 2012)
- BEST + LIVE (válogatáslemez, 2017)